# Ludvig Lindgren
Ludvig Lindgren, född 23 september 1990 i Örebro, är en svensk speedwayförare.
Lindgren körde säsongen 2024 för Vargarna i Bauhausligan och för Örnarna i Allsvenskan. Han är lillebror till Fredrik Lindgren.